# 幽靈世界 (1960年電影)
《幽靈世界》（英語：13 Ghosts）是一部1960年的美国超自然恐怖電影，由威廉·卡斯尔制作并执导，罗布·怀特（Robb White）编剧，主演有罗丝玛丽·德坎普（Rosemary DeCamp）、玛格丽特·汉密尔顿（Margaret Hamilton）、查尔斯·赫伯特（Charles Herbert）、马丁·米尔纳（Martin Milner）、乔·莫罗（Jo Morrow）、约翰·范·德雷伦（John van Dreelen）和唐纳德·伍兹（Donald Woods）。
《幽靈世界》于1960年上映，与《十二人到月球》《擒縱器》或《宇宙大戰爭》作为两片联映，具体搭配取决于不同的电影市场。

## 剧情
神秘学家普拉托·佐尔巴博士（Dr. Plato Zorba）将一座大宅子遗赠给了贫穷的侄子赛勒斯（Cyrus）。赛勒斯与妻子希尔达（Hilda）、青年女儿美狄亚（Medea）和小儿子巴克（Buck）一起从律师本·拉什（Ben Rush）处得知，这座房子里住着佐尔巴博士从世界各地收集来的幽灵。遗嘱规定，一家人必须住在这座房子里，不能出售，否则房产将归国家所有。一家人发现房子里确实有12个幽灵时感到震惊。这座配备家具的豪宅里还有一位阴森的管家伊莱恩（Elaine），她会举行降灵会，还暗示房产中藏有一笔财富。这12个鬼魂分别是：一位嚎啕大哭的女士、一双抓握的手、一具燃烧的骨骼、一个不断在厨房里谋杀妻子和她情人的意大利厨师、一位上吊的女士、一名拿着断头的刽子手、一头成年狮子和无头驯兽师、一颗漂浮的头颅，以及佐尔巴博士的幽灵。这些幽灵被困在阴森的房子里，等待第13个不幸的幽灵来解救它们。佐尔巴博士还留下了一副特殊的护目镜，是看到这些幽灵的唯一方法。一块通靈板警告家人，这座房子中将会发生死亡事件。
拉什作为遗产执行人，知道佐尔巴的财富藏在房子某处，但之前没有找到。当巴克在楼梯上滑下来后，两张100美元的钞票掉了出来，拉什便诱骗巴克去秘密寻找这些钱。巴克在楼梯下找到了现金后，拉什趁他睡着时将他抱出房间，试图用带下降顶棚的四柱床谋杀他，就像他杀死佐尔巴那样。
佐尔巴的幽灵出现，将惊恐的拉什赶到床顶下致其窒息而死，而巴克则醒来逃脱。拉什成为了第13个幽灵。第二天早上，赛勒斯一家清点了找到的钱，决定留下来。伊莱恩表示幽灵已经离开，但她预测它们会回来，这让巴克非常高兴。一家人看不到的是，一股神秘力量摧毁了特殊的护目镜。伊莱恩拿起扫帚，露出一丝神秘的微笑。

## 演员
- 查尔斯·赫伯特（Charles Herbert） 饰 阿瑟·“巴克”·佐尔巴
- 乔·莫罗（Jo Morrow） 饰 美狄亚·佐尔巴
- 罗丝玛丽·德坎普（Rosemary DeCamp） 饰 希尔达·佐尔巴
- 马丁·米尔纳（Martin Milner） 饰 本杰明·拉什
- 唐纳德·伍兹（Donald Woods） 饰 赛勒斯·佐尔巴
- 玛格丽特·汉密尔顿（Margaret Hamilton） 饰 伊莱恩·扎卡里德斯
- 约翰·范·德雷伦（John van Dreelen） 饰 范·艾伦

## 上映与评价

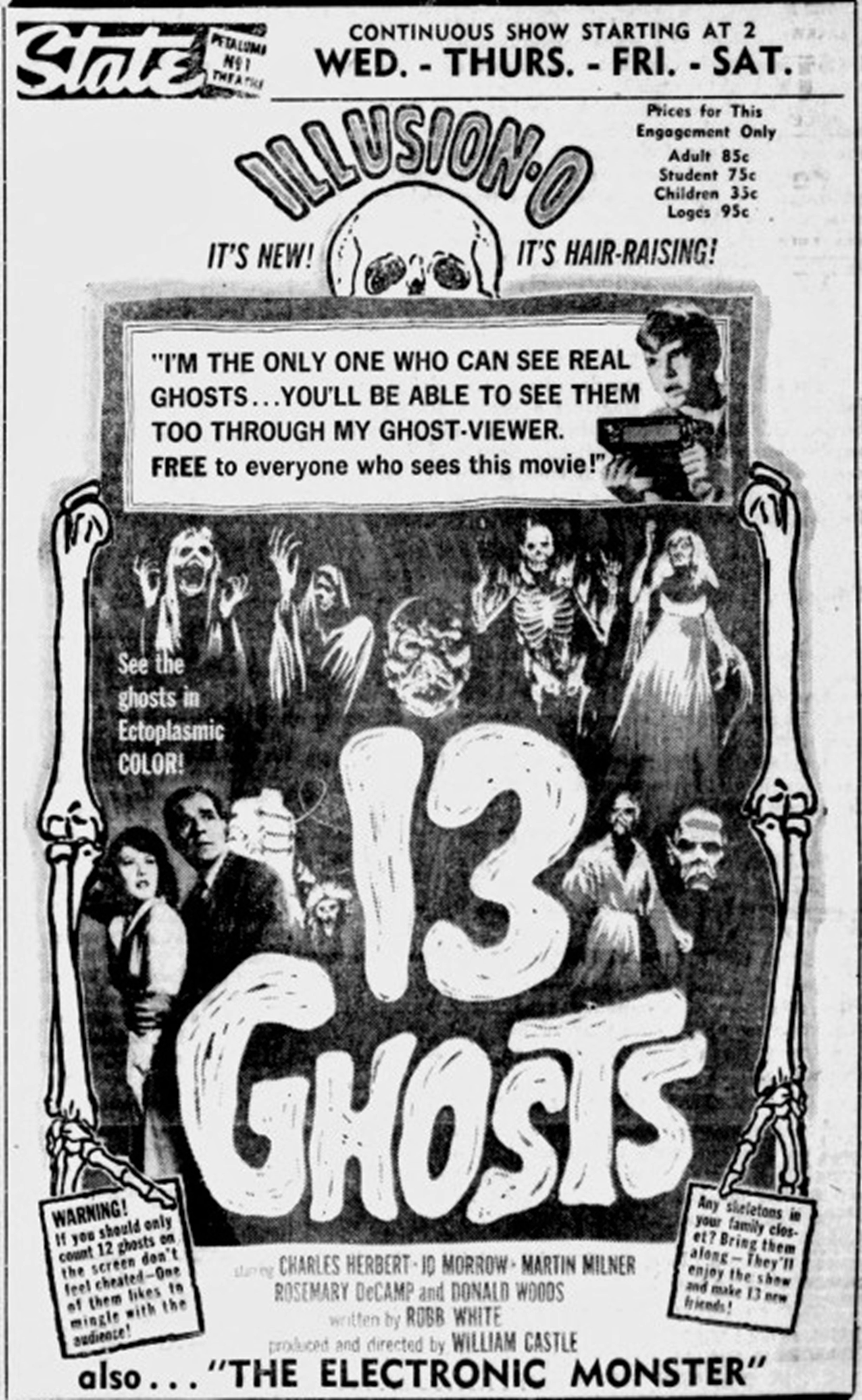
1960年广告

与制片人威廉·卡斯尔许多更著名的作品一样，他在宣传《幽靈世界》时使用了一种噱头，让观众可以选择是否“看到”幽灵。在影院中，大多数场景以黑白画面呈现，但涉及幽灵的场景使用了一种名为“幻觉-O”（Illusion-O）的特殊工艺。演员和布景的拍摄元素——除了幽灵外——都加上了蓝色滤镜，而幽灵元素则使用红色滤镜叠加在画面上。观众会收到带有红蓝玻璃纸滤镜的眼镜。与早期3D眼镜（左眼红色滤镜，右眼青色或蓝色滤镜）不同，“幻觉-O”设备要求观众用双眼通过单一颜色观看。透过红色滤镜观看，幽灵的形象会变得更加清晰；而透过蓝色滤镜，则可以“移除”幽灵的影像。
在电视和家庭录像发行中，影片经过了编辑，模仿这一效果，无需特殊眼镜即可观看。
《纽约时报》的霍华德·汤普森（Howard Thompson）称这部影片是“一部简单、老派的鬼屋故事”，“如果没有这个噱头，可能会更好一些。”《綜藝》杂志评价道：“创意不错且具有吸引力，但执行并不完全成功。”并指出幽灵“缺乏个性且并不可怕，因此在‘幽灵观察器’发挥作用的片段中，缺乏足够的紧张感。”《每月电影公告》（The Monthly Film Bulletin）评论称：“这是一部制作熟练但并不十分恐怖的恐怖电影……那些呈现为暗红色的幽灵，远不如仅仅暗示它们的存在时更具效果，特别是当其可见性依赖于一个像‘幻觉-O’这样平淡无奇的工艺时。”

## 重拍
这部电影于2001年被重拍为《惡靈13》，由史蒂夫·贝克（Steve Beck）执导。与原版一样，该片由哥倫比亞影業负责发行，但在美国和加拿大地区的发行由华纳兄弟影业负责。